# 佐久市立岩村田小学校
佐久市立岩村田小学校（さくしりつ いわむらだしょうがっこう）は、長野県佐久市岩村田上ノ城に位置する市立小学校。
内藤藩岩村田城の城跡に聳え、校門前には招魂社が鎮座する。

## 沿革
- 1873年（明治6年） - 岩村田に振育学校誕生「佐久の一番校」と言われた。学校は龍雲寺を借用。猿久保に支校設置し、長土呂に長瀞学校を置く。
- 1885年（明治18年） - 岩村田を本校、他を支校または派出所とす。長土呂洋風校舎になる。
- 1889年（明治22年） - 岩村田尋常小学校となり、天神堂地区に新築。長土呂分教場、猿久保支校となる。
- 1892年（明治25年） - 岩村田尋常高等小学校となる。
- 1896年（明治29年） - 岩村田小学校学有林を設置。
- 1899年（明治32年） - 岩村田実業補習学校を小学校に敷設。公立学校での宗教教育禁示。
- 1901年（明治34年） - 尋常高等学校に改称、尋常科4年、高等科2年になる。
- 1941年（昭和16年） - 岩村田国民小学校に改称。
- 1947年（昭和22年） - 岩村田小学校に改称。
- 1972年（昭和47年） - 校舎新築、天神堂から上ノ城へ移転。
- 2015年（平成27年） - 佐久市立佐久平浅間小学校新設に伴い、校区を分離。
- 2019年（平成31年、令和元年） - 校舎の全面改築を実施。

## 方針
「ひとりになれるひとつになれる」を目標に明るくたくましく、自ら考え行動できるように努力する。

## その他
- 岩村田祇園祭お船様祭りの子供神輿は本校の児童が中心になって担ぐ。
- 1954年から1970年までは同地に「佐久市営岩村田球場」があり、プロ野球の公式戦なども開催された。詳しくは同項目を参照。
- 1972年の校地移転に際しては、アントニン・レーモンドが代表を務める「レーモンド設計事務所」が新校舎の設計を担当し、旧球場の一部も活用した各施設は2019年の改築まで利用された。

## 所在地
- 〒385-0022　長野県佐久市岩村田上ノ城2641‐2番地